# Призвание Моисея (фреска Боттичелли)
Призвание и испытания Моисея (итал. Prove di Mosè) — фреска работы Сандро Боттичелли, написанная в период 1480—1482 гг. Расположена в Сикстинской капелле, Ватикан.

## История
27 октября 1480 года Боттичелли, вместе с другими флорентийскими художниками, Доменико Гирландайо и Козимо Росселли, приехал в Рим, куда они были приглашены для участия в проекте по примирению между Лоренцо де Медичи, фактическим правителем Флорентийской республики, и папой Сикстом IV. Весной 1481 года флорентийцы приступили к работе в Сикстинской капелле, вместе с Пьетро Перуджино, который начал работу ранее.

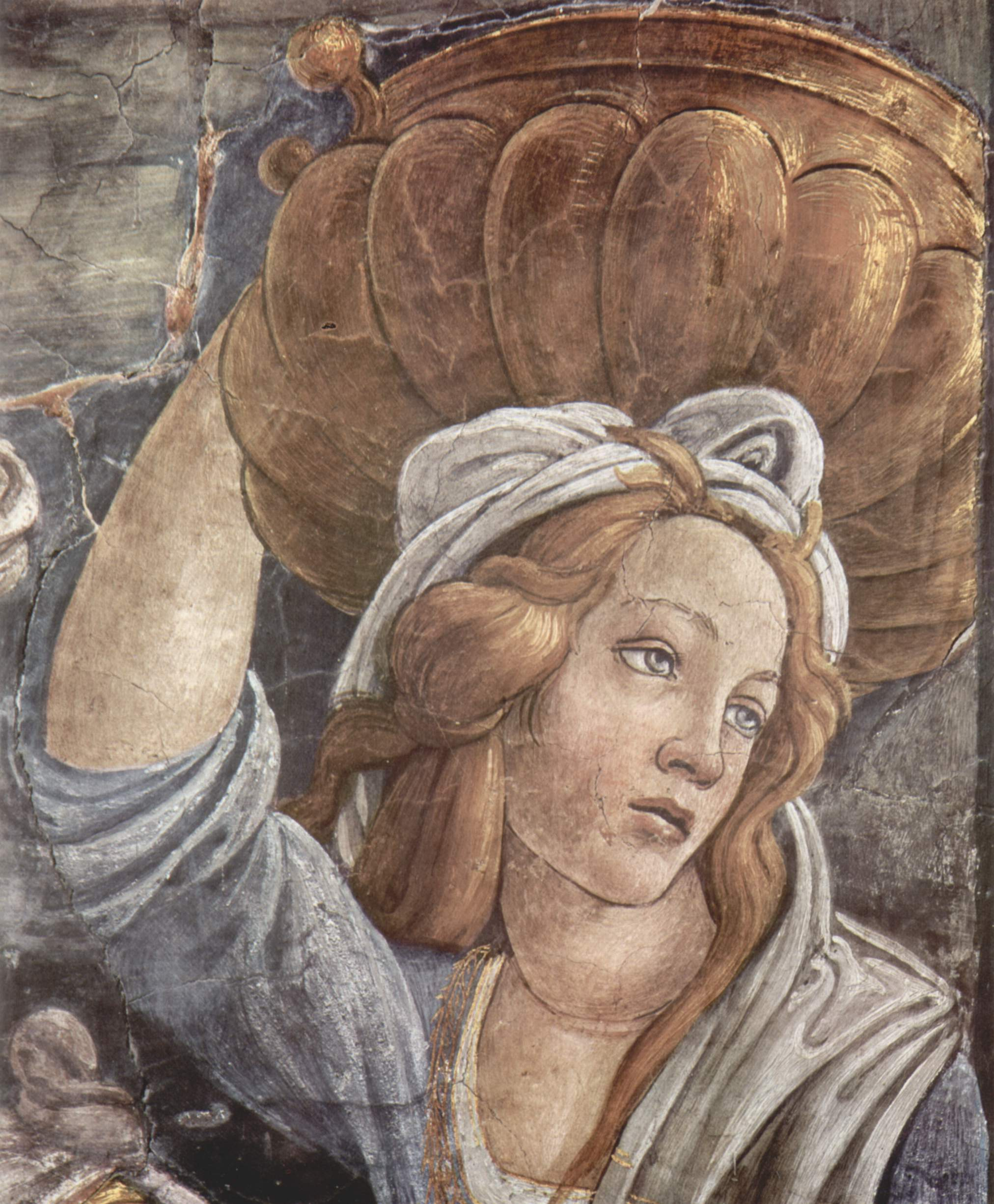
Деталь фрески, моделью, вероятно, послужила Симонетта Веспуччи

Темой росписи стала параллель между историями Моисея и Иисуса Христа, как символ преемственности между Ветхим и Новым заветом, а также преемственности между законом, данным Моисею и посланием Иисуса, который, в свою очередь, избрал Святого Петра (первого епископа Рима) своим преемником: это должно было послужить провозглашению законности наследников Святого Петра — римских пап.

## Описание

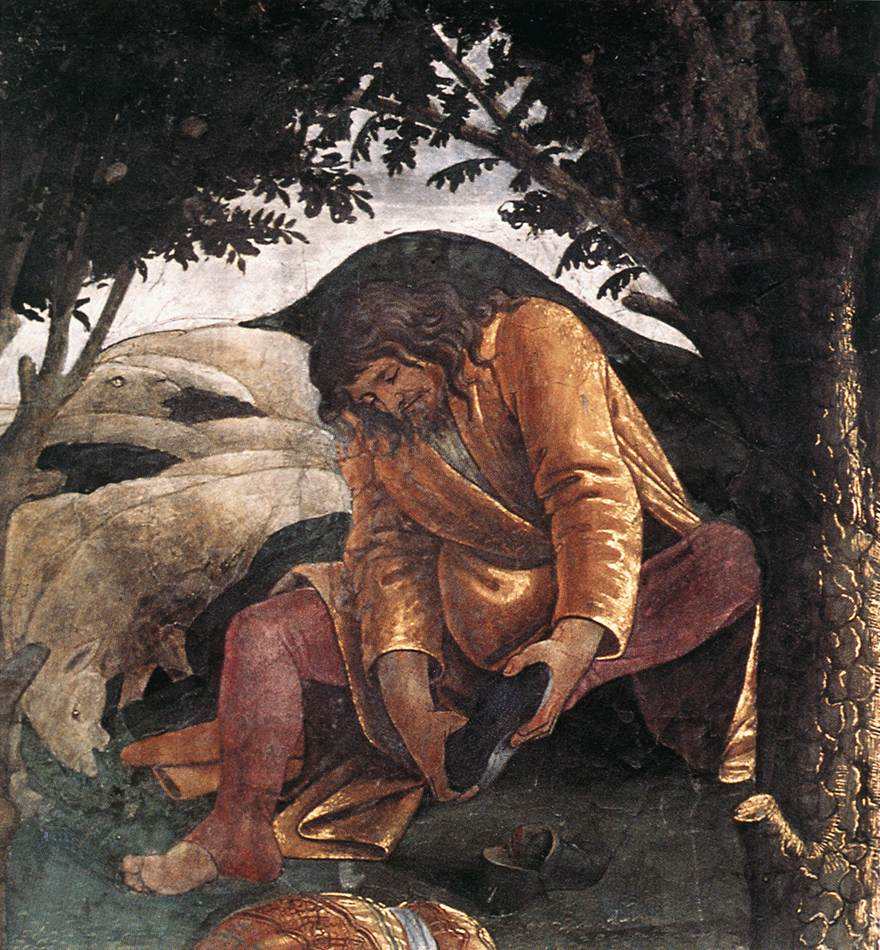
Деталь фрески, Моисей снимает обувь

Это вторая из фресок, входящих в Историю Моисея, расположена на левой стене капеллы, напротив фрески «Искушение Христа», так же принадлежащей кисти Боттичелли. Надпись на фризе, увенчивающем фреску, гласит: TEMPTATIO · MOISI · LEGIS · SCRIPTAE · LATORIS.
На фреске изображены несколько эпизодов из жития Моисея, описанных в Книге Исход. Справа Моисей убивает египетского надсмотрщика, издевавшегося над евреями, и уходит в пустыню (как параллель победе Иисуса над дьяволом на фреске напротив). В центре Моисей помогает дочерям Иофора (в том числе своей будущей супруге Сепфоре), прогнав пастухов, которые не пускали девушек к колодцу. В левом верхнем углу запечатлена сцена, где Моисей снимает обувь и слышит повеление Бога вернуться в Египет и освободить свой народ. В левом нижнем углу фрески Моисей ведёт евреев в Землю Обетованную.
Во всех эпизодах Моисей легко узнаваем по своим жёлто-зелёным одеждам, на остальных фресках капеллы он одет аналогично.

## Источник
- Santi, Bruno. Botticelli // I protagonisti dell'arte italiana (неопр.). — Florence: Scala, 2001.